# Esteban Paredes
Esteban Efraín Paredes Quintanilla (ur. 1 sierpnia 1980 w Santiago) – chilijski piłkarz występujący na pozycji napastnika, reprezentant Chile.

## Kariera klubowa
Paredes pochodzi ze stołecznego miasta Santiago i jest wychowankiem tamtejszego zespołu Santiago Morning. W chilijskiej Primera División zadebiutował jako dwudziestolatek, jednak regularne występy zaczął notować dopiero rok później i wtedy także zdobył premierowego gola w najwyższej klasie rozgrywkowej; 18 marca 2001 w przegranym 3:4 spotkaniu z Universidadem de Chile. Sporadycznie wpisywał się na listę strzelców i wiosną 2002 został wypożyczony do drugoligowego CD Puerto Montt. Tam występował do końca roku, będąc czołowym strzelcem ekipy i pomógł jej w wygraniu rozgrywek, automatycznie zapewniającym drużynie awans do pierwszej ligi. W tym samym czasie jego macierzysty zespół Morning został relegowany do Primera B.
Wiosną 2004 Paredes przeszedł do pierwszoligowego Universidadu de Concepción, w którego barwach wziął udział w pierwszym międzynarodowym turnieju w karierze, Copa Libertadores, gdzie odpadł już w fazie grupowej. Po upływie pół roku podpisał kontrakt z meksykańskim drugoligowcem Pachuca Juniors, będącym filią pierwszoligowego CF Pachuca. Tam również spędził sześć miesięcy, po czym powrócił do Santiago Morning, gdzie od razu został kluczowym graczem drużyny. W sezonie 2005 wygrał z nim drugą ligę chilijską, awansując do najwyższej klasy rozgrywkowej i zdobył przy tym tytuł króla strzelców drugiej ligi z 25 golami na koncie. W pierwszej lidze również był najskuteczniejszym zawodnikiem Morning, lecz jego zespół przeważnie bronił się przed spadkiem. W sezonie 2007 na zasadzie wypożyczenia reprezentował barwy Cobreloa, z którym wziął udział w Copa Libertadores, jednak nie odniósł większych sukcesów.
W 2008 roku Paredes był bliski przejścia do cypryjskiego AEK Larnaka, lecz ostatecznie pozostał w Morning. Podczas wiosennego sezonu Apertura 2009 został królem strzelców ligi chilijskiej, zdobywając szesnaście bramek. Latem 2009 jego świetne występy zaowocowały przenosinami do jednego z najbardziej utytułowanych klubów w kraju, stołecznego CSD Colo-Colo, w roli następcy Lucasa Barriosa, a kwota transferu wyniosła 500 tysięcy dolarów. Szybko został podstawowym zawodnikiem i podczas rozgrywek Clausura 2009 zdobył z Colo-Colo pierwsze w karierze mistrzostwo Chile. W tym samym roku został wybrany do jedenastki sezonu przez magazyn El Gráfico, jak również znalazł się w pierwszej piętnastce najlepszych ligowych strzelców świata w rankingu IFFHS. W 2010 roku wywalczył ze swoją ekipą tytuł wicemistrzowski, natomiast rok później dwukrotnie wybrano go do najlepszej ligowej jedenastki, w plebiscytach El Gráfico i ANFP. W rozgrywkach Clausura 2011 po raz drugi zdobył ponadto tytuł króla strzelców ligi, tym razem z czternastoma bramkami na koncie. W 2012 roku, po odejściu z zespołu urugwajskiego obrońcy Andrésa Scottiego, został mianowany przez szkoleniowca Ivo Basaya nowym kapitanem ekipy. W barwach Colo-Colo wziął także udział w dwóch edycjach Copa Libertadores, za każdym razem odpadając z turnieju już w fazie grupowej.
Latem 2012 Paredes za sumę 1,5 miliona dolarów przeszedł do meksykańskiego zespołu Atlante FC z siedzibą w mieście Cancún. W tamtejszej Primera División zadebiutował 22 lipca w zremisowanym 0:0 spotkaniu z Pachucą, natomiast premierowego gola strzelił sześć dni później w przegranej 1:2 konfrontacji z Tigres UANL. Od razu został kluczowym piłkarzem drużyny prowadzonej przez argentyńskiego szkoleniowca Ricardo Lavolpe i jej najskuteczniejszym zawodnikiem; w swoim premierowym sezonie w Atlante, Apertura 2012, wywalczył tytuł króla strzelców ligi meksykańskiej z jedenastoma bramkami na koncie, dzieląc się tym osiągnięciem z Christianem Benítezem.
| Sezon     | Klub                      | Kraj   | Rozgrywki        | Mecze | Bramki |
| --------- | ------------------------- | ------ | ---------------- | ----- | ------ |
| 2000      | Santiago Morning          | Chile  | Primera División | 2     | 0      |
| 2001      | Santiago Morning          | Chile  | Primera División | 19    | 2      |
| 2002      | CD Puerto Montt           | Chile  | Primera B        | 18    | 9      |
| 2003      | Santiago Morning          | Chile  | Primera B        | 11    | 4      |
| 2004      | Universidad de Concepción | Chile  | Primera División | 14    | 6      |
| 2004/2005 | Pachuca Juniors           | Meksyk | Liga de Ascenso  | 17    | 6      |
| 2005      | Santiago Morning          | Chile  | Primera B        | 26    | 25     |
| 2006      | Santiago Morning          | Chile  | Primera División | 29    | 11     |
| 2007      | Cobreloa                  | Chile  | Primera División | 25    | 8      |
| 2008      | Santiago Morning          | Chile  | Primera División | 32    | 21     |
| 2009      | Santiago Morning          | Chile  | Primera División | 16    | 16     |
| 2009      | CSD Colo-Colo             | Chile  | Primera División | 15    | 6      |
| 2010      | CSD Colo-Colo             | Chile  | Primera División | 20    | 12     |
| 2011      | CSD Colo-Colo             | Chile  | Primera División | 26    | 14     |
| 2012      | CSD Colo-Colo             | Chile  | Primera División | 15    | 6      |
| 2012/2013 | Atlante FC                | Meksyk | Primera División | 29    | 16     |
| 2013/2014 | Querétaro FC              | Meksyk | Primera División | 18    | 6      |
| 2013/2014 | CSD Colo-Colo             | Chile  | Primera División | 13    | 16     |
| 2014/2015 | CSD Colo-Colo             | Chile  | Primera División | 32    | 22     |
| 2015/2016 | CSD Colo-Colo             | Chile  | Primera División | 26    | 9      |

## Kariera reprezentacyjna
W seniorskiej reprezentacji Chile Paredes zadebiutował za kadencji selekcjonera Nelsona Acosty, 16 sierpnia 2006 w przegranym 1:2 meczu towarzyskim z Kolumbią. Premierowego gola w kadrze narodowej strzelił za to 12 sierpnia 2009 w wygranym 2:1 sparingu z Danią. W 2010 roku, po uprzednich występach w kwalifikacjach, został powołany przez argentyńskiego szkoleniowca Marcelo Bielsę na Mistrzostwa Świata w RPA. Tam rozegrał dwa spotkania jako rezerwowy i w grupowym meczu ze Szwajcarią (1:0) zanotował asystę przy trafieniu Marka Gonzáleza, natomiast jego drużyna odpadła ostatecznie w 1/8 finału. W 2011 roku znalazł się w ogłoszonym przez trenera Claudio Borghiego składzie na Copa América, podczas którego wystąpił we wszystkich czterech meczach, zdobywając bramkę w grupowej konfrontacji z Meksykiem (2:1), a Chilijczycy zakończyli swój udział w turnieju na ćwierćfinale.